# Добровольческий женский легион
Добровольческий женский легион (пол. Ochotnicza Legia Kobiet) — польская добровольная военизированная организация, созданная во Львове в 1918 году женщинами, желавшими воевать за независимость Польши. Члены организации принимали участие в сражениях польско-украинской и советско-польской войн, в том числе в боях за Львов и Вильно.

## История
Начало организации относится к 28 октября 1918 года, когда львовянки создали отдельный добровольный женский отряд милиции, действовавший в рамках городской Гражданской милиции. Женщины первоначально выполняли административные, сторожевые и курьерские обязанности, а также вспомогательные функции. Но после того как в городе взбунтовалось украинское население, стали участвовать в боевых действиях наравне с мужчинами.
В декабре 1918 года городское руководство перевело женское подразделение в состав армии, переведя его на казарменное положение и обеспечивая провиантом, вооружением и обмундированием. Формирование получило официальное название «Добровольческий женский легион» (пол. Ochotnicza Legia Kobiet).
Инициатором и организатором подразделения обычно считается доктор Александра Загурская, бывшая также первым командиром женской курьерской службы. Во время боёв за Львов она потеряла своего единственного сына — четырнадцатилетнего Ежи (Юрека), погибшего во время украинского обстрела позиций орлят на Лычаковском кладбище.
Напряжённые бои и недостача сил у польской стороны привели к тому, что женщины зачастую участвовали в боях на первом линии фронта. Иногда это было спонтанное самостоятельное решение, как к примеру с Хеленой Буйвидувной, которая отказалась отойти на позиции санитарной роты и самовольно присоединилась к польским солдатам на линии огня. В период боёв за Львов через легион прошли около 400 женщин, 66 из которых погибли в боях.
Во время польско-советской войны подразделение насчитывало уже более 2500 человек и приняло участие в боях, в том числе, за Варшаву и Вильно (с мая 1919). В Вильно отряд из легиона под командованием подпоручика Ванды Герц принимал участие в обороне города от большевиков. Женщины из легиона служили во всех родах войск, кроме танковых войск и авиации. Их можно было увидеть в шеренгах пехоты и кавалерии, в рядах санитарной и интендантской служб, в разведке.
1 апреля 1920 года при Мобилизационной секции I отдела штаба Министерства военных дел был создан отдел Добровольческого женского легиона. Главой отдела была назначена доктор Александра Загурская, с присвоением ей звания майора. Она отвечала за все подразделения легиона в составе войск, находящихся в подчинении министерства.
Кроме Загурской и Герц прославились из числа бойцов легиона — капрал Янина Лада-Валицкая из II добровольческого эскадрона смерти, санитарка на поле боя Янина Прус-Невядомска, Мария Виттек, ставшая позднее первой женщиной-генералом Войска Польского, и другие женщины.
После окончания военных действий легион был расформирован. Перед демобилизацией легиона он насчитывал 2530 бойцов. Через 6 лет несколько солдат легиона создали следующее женское военизированное подразделение — Женская военно-подготовительная часть (пол. Przysposobienie Wojskowe Kobiet).

## В культуре
Бойцы легиона показаны в военно-историческом фильме 2011 года «Варшавская битва. 1920».